# Sainte-Eulalie-d'Olt
Sainte-Eulalie-d'Olt é uma comuna francesa na região administrativa de Occitânia, no departamento de Aveyron. Estende-se por uma área de 17,48 km². Em 2010 a comuna tinha 384 habitantes (densidade: 22 hab./km²).
Pertence à rede das As mais belas aldeias de França.